# Persone di nome Ernest
| Questa pagina contiene informazioni ricavate automaticamente dalle voci biografiche con l'ausilio del template Bio e di un bot. L'aggiornamento è periodico e automatico e ricostruisce completamente la pagina. Se manca una persona in questa lista, sei pregato di non aggiungerla, ma accertati piuttosto che la sua voce biografica contenga il template Bio e che i dati anagrafici siano correttamente compilati. Se il template Bio manca, inseriscilo tu stesso o, in alternativa, metti l'avviso {{tmp\|Bio}} che ne segnala la mancanza. Se i dati riportati sono sbagliati, correggi direttamente la voce biografica; le modifiche saranno visibili in questa lista entro pochi giorni. Per chiarimenti vedi il progetto antroponimi. La lista contiene solo le 307 persone che sono citate nell'enciclopedia e per le quali è stato implementato correttamente il template Bio. Pagina aggiornata al 16 ott 2024. |

Questa è una lista di persone presenti nell'enciclopedia che hanno il prenome Ernest, suddivise per attività principale.

## Allenatori di calcio(5)
- Ernest Arnfield, allenatore di calcio inglese (Mellor, n. 1853 - Southampton, † 1945)
- Ernest Gjoka, allenatore di calcio e dirigente sportivo albanese (Tirana, n. 1970)
- Ernest Mangnall, allenatore di calcio inglese (Bolton, n. 1866 - Lytham St Annes, † 1932)
- Ernie Taylor, allenatore di calcio e calciatore inglese (Sunderland, n. 1925 - Birkenhead, † 1985)
- Ernest Vaast, allenatore di calcio e calciatore francese (Parigi, n. 1922 - Clermont-Ferrand, † 2011)

## Allenatori di football americano(2)
- Dom Capers, allenatore di football americano statunitense (Cambridge, n. 1950)
- Ernie Nevers, allenatore di football americano, giocatore di football americano e giocatore di baseball statunitense (Willow River, n. 1902 - San Rafael, † 1976)

## Allenatori di pallacanestro(1)
- Ernest Blood, allenatore di pallacanestro statunitense (Manchester, n. 1872 - New Smyrna Beach, † 1955)

## Ammiragli(1)
- Ernest King, ammiraglio statunitense (Lorain, n. 1878 - Kittery, † 1956)

## Arbitri di pallacanestro(1)
- Ernie Quigley, arbitro di pallacanestro, arbitro di football americano e arbitro di baseball canadese (Newcastle, n. 1880 - Lawrence, † 1960)

## Archeologi(2)
- Ernest Chantre, archeologo, antropologo e naturalista francese (Lione, n. 1843 - Ecully, † 1924)
- Ernest Hébrard, archeologo, architetto e urbanista francese (Parigi, n. 1875 - Parigi, † 1933)

## Architetti(2)
- Ernest Gimson, architetto, decoratore e designer britannico (Leicester, n. 1864 - Sapperton, † 1919)
- Ernest Jaspar, architetto belga (Schaerbeek, n. 1876 - Bruxelles, † 1940)

## Arcivescovi cattolici(2)
- Ernest Ngboko Ngombe, arcivescovo cattolico della Repubblica Democratica del Congo (Kanya Mbonda, n. 1964)
- Ernest Victor Tweedy, arcivescovo cattolico australiano (Minmi, n. 1901 - Melbourne, † 1965)

## Artisti(3)
- Ernest Ellis Clark, artista inglese (Derby, n. 1869 - † 1932)
- E. H. Shepard, artista e illustratore britannico (Londra, n. 1879 - Midhurst, † 1976)
- Ernest Townsend, artista inglese (Derby, n. 1880 - † 1944)

## Astisti(1)
- Ernest John Obiena, astista filippino (Manila, n. 1995)

## Astronomi(1)
- Ernest Leonard Johnson, astronomo sudafricano

## Attivisti(1)
- Ernest Green, attivista statunitense (Little Rock, n. 1941)

## Attori(11)
- Ernest Borgnine, attore statunitense (Hamden, n. 1917 - Los Angeles, † 2012)
- Ernest Butterworth Jr., attore statunitense (Lancashire, n. 1905 - North Hollywood, † 1986)
- Ernest Alexandre Honoré Coquelin, attore francese (Boulogne-sur-Mer, n. 1848 - Suresnes, † 1909)
- Ernest Glendinning, attore inglese (Ulverston, n. 1884 - South Coventry, † 1936)
- Ernest Joy, attore statunitense (Iowa, n. 1878 - Los Angeles, † 1924)
- Fredric March, attore statunitense (Racine, n. 1897 - Los Angeles, † 1975)
- Ernest Morrison, attore statunitense (New Orleans, n. 1912 - Lynwood, † 1989)
- Ernest Severn, attore statunitense (Johannesburg, n. 1933 - Thousand Oaks, † 1987)
- Ernest Thesiger, attore britannico (Londra, n. 1879 - Londra, † 1961)
- Ernest Torrence, attore scozzese (Edimburgo, n. 1878 - New York, † 1933)
- Ernest Truex, attore statunitense (Kansas City, n. 1889 - Fallbrook, † 1973)

## Autori di giochi(1)
- Gary Gygax, autore di giochi e scrittore statunitense (Chicago, n. 1938 - Lake Geneva, † 2008)

## Aviatori(3)
- Ernest Burri, aviatore svizzero (La Chaux-de-Fonds, n. 1887 - La Ciotat, † 1969)
- Ernest Failloubaz, aviatore svizzero (Avenches, n. 1892 - Losanna, † 1919)
- Ernest Masters, aviatore inglese (Oldbury, n. 1899 - † 1918)

## Banchieri(1)
- Ernest Cassel, banchiere tedesco (Colonia, n. 1852 - Londra, † 1921)

## Batteristi(1)
- Ernest Carter, batterista statunitense (Asbury Park, n. 1952)

## Biologi(1)
- Ernest Everett Just, biologo statunitense (Charleston, n. 1883 - Washington, † 1941)

## Botanici(3)
- Ernest Cosson, botanico francese (Parigi, n. 1819 - Parigi, † 1889)
- Ernest Roze, botanico e micologo francese (Parigi, n. 1833 - Chatou, † 1900)
- Ernest Henry Wilson, botanico inglese (Chipping Campden, n. 1876 - Worcester, † 1930)

## Calciatori(47)
- Ernest Agyiri, calciatore ghanese (Accra, n. 1998)
- Ernest Akouassaga, ex calciatore gabonese (Lékoni, n. 1985)
- Ernest Asante, calciatore ghanese (Sunyani, n. 1988)
- Ernest Bambridge, calciatore inglese (Windsor, n. 1848 - † 1917)
- Ernest Barry, ex calciatore maltese (n. 1967)
- Ernest Blenkinsop, calciatore inglese (Cudworth, n. 1902 - † 1969)
- Ernest Bong, calciatore vanuatuano (n. 1984)
- Ernest Clère, calciatore francese (Brassy, n. 1897 - Suresnes, † 1967)
- Bert Coleman, calciatore inglese (Steyning, n. 1889 - † 1958)
- Ernie Copland, calciatore scozzese (n. 1927 - † 1971)
- Ernest Dubac, calciatore jugoslavo (Osijek, n. 1914 - † 1985)
- Ernest Ebongué, ex calciatore camerunese (Yaoundé, n. 1962)
- Ernest Faber, ex calciatore, allenatore di calcio e dirigente sportivo olandese (Geldrop, n. 1971)
- Pat Glover, calciatore gallese (Swansea, n. 1910 - Tamerton Foliot, † 1971)
- Ernest Gravier, calciatore francese (Montbeugny, n. 1892 - Saint-Rémy-de-Provence, † 1965)
- Ernest Greenhalgh, calciatore inglese (Mansfield, n. 1849 - † 1922)
- Ernest Gross, calciatore francese (Strasburgo, n. 1902 - Strasburgo, † 1986)
- Ernest Guéguen, calciatore francese (n. 1885 - † 1915)
- Ernest Hart, calciatore inglese (Overseal, n. 1902 - † 1954)
- Ernie Hine, calciatore inglese (Barnsley, n. 1901 - Huddersfield, † 1974)
- Ernest Kakhobwe, calciatore malawiano (Thyolo, n. 1993)
- Syd King, calciatore e allenatore di calcio inglese (Chatham, n. 1873 - Londra, † 1933)
- Ernest Konon, ex calciatore polacco (Jelenia Góra, n. 1974)
- Ernest Koroma, ex calciatore sierraleonese (n. 1982)
- Ernest Libérati, calciatore francese (Orano, n. 1908 - † 1983)
- Ernest Mabouka, ex calciatore camerunese (Douala, n. 1988)
- Ernest Mengel, calciatore lussemburghese (Dudelange, n. 1913 - Dudelange, † 1968)
- Ernest Moreau de Melen, calciatore belga (Herve, n. 1879 - † 1968)
- Ernest Muçi, calciatore albanese (Tirana, n. 2001)
- Ernest Needham, calciatore e crickettista inglese (Chesterfield, n. 1873 - Chesterfield, † 1936)
- Ernest Nuamah, calciatore ghanese (Kumasi, n. 2003)
- Ernest Ohemeng, calciatore ghanese (Accra, n. 1996)
- Ernest Peterly, calciatore svizzero (n. 1892 - † 1955)
- Ernie Phythian, calciatore inglese (Farnworth, n. 1942 - Johannesburg, † 2020)
- Ernest Pohl, calciatore polacco (Ruda Śląska, n. 1932 - † 1995)
- Ernest Poku, calciatore olandese (Amsterdam, n. 2004)
- Ernest Schultz, calciatore francese (Dalhunden, n. 1931 - Lione, † 2013)
- Ernest Seka, calciatore francese (Clichy, n. 1987)
- Ernest Sowah, calciatore ghanese (Accra, n. 1988)
- Ernest Spiteri-Gonzi, ex calciatore maltese (n. 1955)
- Ernie Stevenson, calciatore inglese (Rotherham, n. 1923 - St Helens, † 1970)
- Ernest Sugira, calciatore ruandese (Kigali, n. 1991)
- Ernest Tapai, ex calciatore e ex giocatore di calcio a 5 australiano (Perth, n. 1967)
- Ernest Terpiłowski, calciatore polacco (Brzeg Dolny, n. 2001)
- Ernest Tossier, calciatore francese (n. 1889 - † 1946)
- Ernest Webnje Nfor, calciatore camerunese (Bertoua, n. 1986)
- Ernest Wilimowski, calciatore tedesco (Katowice, n. 1916 - Karlsruhe, † 1997)

## Canoisti(1)
- Ernest Riedel, canoista statunitense (New York, n. 1901 - Cape Coral, † 1983)

## Canottieri(1)
- Ernest Barberolle, canottiere francese (Parigi, n. 1861 - Joinville-le-Pont, † 1948)

## Cantanti(4)
- Tennessee Ernie Ford, cantante statunitense (Bristol, n. 1919 - † 1991)
- Ernest Lough, cantante britannico (Forest Gate, n. 1911 - Watford, † 2000)
- Ernest Tubb, cantante statunitense (Crisp, n. 1914 - Nashville, † 1984)
- Clay Walker, cantante e attore statunitense (Beaumont, n. 1969)

## Cantautori(1)
- Chubby Checker, cantautore statunitense (Spring Gulley, n. 1941)

## Cardinali(1)
- Ernest Simoni, cardinale e presbitero albanese (Troshan, n. 1928)

## Cestisti(15)
- Ernie Andres, cestista, allenatore di pallacanestro e giocatore di baseball statunitense (Jeffersonville, n. 1918 - Bradenton, † 2008)
- Ernie Barrett, cestista e allenatore di pallacanestro statunitense (Pratt, n. 1929 - Manhattan, † 2023)
- Ernie Beck, ex cestista statunitense (Filadelfia, n. 1931)
- J.R. Bremer, ex cestista e allenatore di pallacanestro statunitense (Cleveland, n. 1980)
- Ernest Brown, ex cestista statunitense (Bronx, n. 1979)
- Ernie Calverley, cestista e allenatore di pallacanestro statunitense (Pawtucket, n. 1924 - Providence, † 2003)
- Ernie DiGregorio, ex cestista statunitense (North Providence, n. 1951)
- Ernie Fortney, cestista statunitense (Pittsburgh, n. 1915 - Annapolis, † 1987)
- Ernie Grunfeld, ex cestista, allenatore di pallacanestro e dirigente sportivo rumeno (Satu Mare, n. 1955)
- Ernie Kent, ex cestista e allenatore di pallacanestro statunitense (Rockford, n. 1955)
- Todd Mitchell, ex cestista statunitense (Toledo, n. 1966)
- Ernest Schmidt, cestista statunitense (Nashville, n. 1911 - Kansas, † 1986)
- Ernest Scott, ex cestista e allenatore di pallacanestro statunitense (Marietta, n. 1982)
- Ernie Vandeweghe, cestista canadese (Montréal, n. 1928 - Laguna Beach, † 2014)
- Kiki Vandeweghe, ex cestista, allenatore di pallacanestro e dirigente sportivo statunitense (Wiesbaden, n. 1958)

## Chimici(2)
- Ernest Fourneau, chimico e farmacologo francese (Biarritz, n. 1872 - Ascain, † 1949)
- Ernest Solvay, chimico, imprenditore e politico belga (Rebecq, n. 1838 - Ixelles, † 1922)

## Chitarristi(1)
- Trey Anastasio, chitarrista, compositore e cantante statunitense (Fort Worth, n. 1964)

## Ciclisti su strada(2)
- Ernest Mottard, ciclista su strada belga (Grâce-Hollogne, n. 1902 - Grâce-Hollogne, † 1949)
- Ernest Sterckx, ciclista su strada e pistard belga (Westerlo, n. 1922 - Lovanio, † 1975)

## Collezionisti d'arte(1)
- Ernest Hoschedé, collezionista d'arte francese (Parigi, n. 1837 - Parigi, † 1891)

## Compositori(5)
- Ernest Bloch, compositore e violinista svizzero (Ginevra, n. 1880 - Portland, † 1959)
- Ernest Gold, compositore austriaco (Vienna, n. 1921 - Santa Monica, † 1999)
- Ernest Guiraud, compositore francese (New Orleans, n. 1837 - Parigi, † 1892)
- Ernest John Moeran, compositore inglese (Londra, n. 1894 - Kenmare, † 1950)
- Ernest Reyer, compositore francese (Marsiglia, n. 1823 - Le Lavandou, † 1909)

## Compositori di scacchi(1)
- Ernest Levonovič Pogosjanc, compositore di scacchi sovietico (Čugujiv, n. 1935 - † 1990)

## Contrabbassisti(1)
- Ernest Shepard, contrabbassista e cantante statunitense (Beaumont, n. 1916 - Amburgo, † 1965)

## Critici cinematografici(1)
- Ernest Callenbach, critico cinematografico, scrittore e filosofo statunitense (Williamsport, n. 1929 - Berkeley, † 2012)

## Dermatologi(2)
- Ernest Bazin, dermatologo francese (Saint-Brice-sous-Forêt, n. 1807 - Parigi, † 1878)
- Ernest Besnier, dermatologo francese (Honfleur, n. 1831 - Parigi, † 1909)

## Designer(1)
- Ernest Chaplet, designer, scultore e ceramista francese (Sèvres, n. 1835 - Choisy-le-Roi, † 1909)

## Diplomatici(2)
- Ernest Prodolliet, diplomatico svizzero (Amriswil, n. 1905 - Amriswil, † 1984)
- Ernest Bickham Sweet-Escott, diplomatico britannico (Bath, n. 1857 - † 1941)

## Direttori artistici(1)
- Ernest Molier, direttore artistico, cavallerizzo e circense francese (Le Mans, n. 1850 - Parigi, † 1933)

## Direttori d'orchestra(2)
- Ernest Ansermet, direttore d'orchestra svizzero (Vevey, n. 1883 - Ginevra, † 1969)
- Ernest Bour, direttore d'orchestra francese (Thionville, n. 1913 - Strasburgo, † 2001)

## Direttori della fotografia(4)
- Ernest Day, direttore della fotografia e regista inglese (Mortlake, n. 1927 - Londra, † 2006)
- Ernest Haller, direttore della fotografia statunitense (Los Angeles, n. 1896 - Marina del Rey, † 1970)
- Ernest Laszlo, direttore della fotografia ungherese (Budapest, n. 1898 - Los Angeles, † 1984)
- Ernest Miller, direttore della fotografia statunitense (Pasadena, n. 1885 - Los Angeles, † 1957)

## Drammaturghi(2)
- Ernest Thompson, drammaturgo, sceneggiatore e regista statunitense (Bellows Falls, n. 1949)
- Ernest Vajda, commediografo, romanziere e sceneggiatore ungherese (Komárom, n. 1886 - Woodland Hills, † 1954)

## Economisti(3)
- Ernest Lluch, economista e politico spagnolo (Vilassar de Mar, n. 1937 - Barcellona, † 2000)
- Ernest Mandel, economista, politologo e politico belga (Francoforte sul Meno, n. 1923 - Bruxelles, † 1995)
- Ernest C. Pasour, economista statunitense

## Editori(1)
- Ernest Flammarion, editore francese (Montigny-le-Roi, n. 1846 - Parigi, † 1936)

## Egittologi(2)
- Ernest Alfred Wallis Budge, egittologo e filologo inglese (Bodmin, n. 1857 - † 1934)
- Ernest Harold Jones, egittologo britannico (n. 1877 - † 1911)

## Esploratori(3)
- Ernest Vivian Fuchs, esploratore britannico (Freshwater, n. 1908 - Cambridge, † 1999)
- Ernest Joyce, esploratore e navigatore britannico (Bognor Regis, n. 1875 - Londra, † 1940)
- Ernest Shackleton, esploratore britannico (Athy, Kilkea House, n. 1874 - Grytviken, † 1922)

## Farmacisti(1)
- Ernest Henry Tourlet, farmacista e botanico francese (Chinon, n. 1843 - † 1907)

## Filologi(1)
- Ernest Wilkins, filologo statunitense (Newton, n. 1880 - Newton, † 1966)

## Filosofi(2)
- Ernest Gellner, filosofo, antropologo e sociologo inglese (Parigi, n. 1925 - Praga, † 1995)
- Ernest Nagel, filosofo statunitense (Vágújhely, n. 1901 - New York, † 1985)

## Fisici(5)
- Ernest Orlando Lawrence, fisico statunitense (Canton, n. 1901 - Palo Alto, † 1958)
- Ernest Marsden, fisico neozelandese (Rishton, n. 1889 - Lower Hutt, † 1970)
- Ernest Moniz, fisico e politico statunitense (Fall River, n. 1944)
- Ernest Rutherford, fisico neozelandese (Brightwater, n. 1871 - Cambridge, † 1937)
- Ernest Walton, fisico irlandese (Dungarvan, n. 1903 - Belfast, † 1995)

## Fisiologi(1)
- Ernest Henry Starling, fisiologo inglese (Londra, n. 1866 - Kingston Harbour, † 1927)

## Fotografi(3)
- Ernest Joseph Bellocq, fotografo statunitense (n. 1873 - New Orleans, † 1949)
- Ernest Rude, fotografo norvegese (Drammen, n. 1871 - Oslo, † 1948)
- Ernest Walter Histed, fotografo britannico (Brighton, n. 1862 - Palm Beach, † 1947)

## Generali(2)
- Ernest Jean Aimé, generale francese (Parigi, n. 1858 - Fleury-devant-Douaumont, † 1916)
- Ernest Alexandre Dominique d'Arenberg, generale belga (Bruxelles, n. 1643 - Pamplona, † 1686)

## Ginnasti(1)
- Ernest Lespinasse, ginnasta francese (n. 1897 - † 1927)

## Giocatori di baseball(1)
- Ernie Banks, giocatore di baseball statunitense (Dallas, n. 1931 - Chicago, † 2015)

## Giocatori di football americano(5)
- Ernie Davis, giocatore di football americano statunitense (New Salem, n. 1939 - Cleveland, † 1963)
- Ernest Dye, ex giocatore di football americano statunitense (Greenwood, n. 1971)
- Ernest Givins, ex giocatore di football americano statunitense (St. Petersburg, n. 1964)
- Ernest Jones, giocatore di football americano statunitense (Waycross, n. 1999)
- Ernie Stautner, giocatore di football americano e allenatore di football americano tedesco (Cham, n. 1925 - Carbondale, † 2006)

## Giocatori di lacrosse(1)
- Ernie Hamilton, giocatore di lacrosse canadese (Montréal, n. 1883 - Pointe-Claire, † 1964)

## Giornalisti(5)
- Ernie Johnson Jr., giornalista statunitense (Milwaukee, n. 1956)
- Ernest Lacan, giornalista, critico d'arte e fotografo francese (Parigi, n. 1828 - Parigi, † 1879)
- Ernie Pyle, giornalista statunitense (Dana, n. 1900 - Iejima, † 1945)
- Ernest Retallack Hooper, giornalista e scrittore britannico (St Agnes, n. 1906 - † 1998)
- Ernest Vaughan, giornalista e scrittore francese (Saint-Germain-en-Laye, n. 1841 - Parigi, † 1929)

## Hockeisti su ghiaccio(1)
- Ernie Collett, hockeista su ghiaccio canadese (Toronto, n. 1895 - Toronto, † 1951)

## Illustratori(1)
- Eric Stanton, illustratore e fumettista statunitense (New York, n. 1926 - New York, † 1999)

## Imprenditori(2)
- Ernest Bai Koroma, imprenditore e politico sierraleonese (Makeni, n. 1953)
- Ernest Oppenheimer, imprenditore sudafricano (Friedberg, n. 1880 - Johannesburg, † 1957)

## Incisori(1)
- Constantin Guys, incisore olandese (Flessinga, n. 1802 - Parigi, † 1892)

## Ingegneri(3)
- Ernest Goüin, ingegnere e imprenditore francese (Tours, n. 1815 - Parigi, † 1885)
- Ernest Stamm, ingegnere francese (Thann, n. 1834 - Parigi, † 1875)
- Ernest von Stockalper, ingegnere svizzero (Sion, n. 1838 - Sion, † 1919)

## Inventori(2)
- Ernest Monnington Bowden, inventore irlandese (Irlanda, n. 1859 - Ramsgate, † 1904)
- Ernest Michaux, inventore francese (Saint-Brieuc, n. 1842 - Parigi, † 1882)

## Lessicografi(1)
- Ernest Weekley, lessicografo e filologo britannico (Hampstead, n. 1865 - † 1954)

## Maratoneti(4)
- Ernie Harper, maratoneta e mezzofondista britannico (Chesterfield, n. 1902 - Tullamarine, † 1979)
- Ernest Ndjissipou, ex maratoneta e mezzofondista centrafricano (Bangui, n. 1972)
- Ernest Ngeno, maratoneta keniota (n. 1995)
- Ion Pool, maratoneta britannico (Westminster, n. 1857 - Hastings, † 1931)

## Marciatori(1)
- Ernest Webb, marciatore britannico (Londra, n. 1874 - Toronto, † 1937)

## Matematici(3)
- Ernest William Brown, matematico e astronomo inglese (n. 1866 - † 1938)
- Ernest Esclangon, matematico e astronomo francese (Mison, n. 1876 - Eyrenville, † 1954)
- Ernest William Hobson, matematico inglese (Derby, n. 1856 - Cambridge, † 1933)

## Medici(1)
- Ernest Hamy, medico, antropologo e etnologo francese (Boulogne-sur-Mer, n. 1842 - Parigi, † 1908)

## Mezzofondisti(1)
- Ernest Glover, mezzofondista britannico (Sheffield, n. 1891 - Sheffield, † 1954)

## Militari(6)
- Ernest Chenu, militare francese (Melun, n. 1836 - Parigi, † 1879)
- Gordon Lett, ufficiale britannico (Port Moresby, n. 1910 - Londra, † 1989)
- Ernest Archibald McNab, militare canadese (Rosthern, n. 1906 - Vancouver, † 1977)
- Ernest Medina, ufficiale statunitense (Springer, n. 1936 - Marinette, † 2018)
- Ernest Peterlin, ufficiale jugoslavo (Lubiana, n. 1903 - Lubiana, † 1946)
- Ernest Charles Vanéechout, militare francese (Saint-Omer, n. 1823 - Turbigo, † 1859)

## Mineralogisti(1)
- Ernest Henry Nickel, mineralogista canadese (St. Catharines, n. 1925 - † 2009)

## Musicisti(1)
- Washed Out, musicista statunitense (Perry, n. 1982)

## Nobili(3)
- Ernesto Leopoldo di Leiningen, nobile tedesco (Amorbach, n. 1830 - Amorbach, † 1904)
- Ernest Arrighi de Casanova, nobile e politico francese (Parigi, n. 1814 - Parigi, † 1888)
- Ernest Gunther di Schleswig-Holstein-Sonderburg-Augustenburg, nobile danese (Sønderborg, n. 1609 - Augustenborg, † 1689)

## Numismatici(1)
- Ernest Babelon, numismatico, medievista e bibliotecario francese (Sarrey, n. 1854 - Parigi, † 1924)

## Nuotatori(2)
- Ernest Henry, nuotatore australiano (Grafton, n. 1904 - Port Macquarie, † 1998)
- Ernest Martin, nuotatore e pallanuotista francese (n. 1878)

## Pallanuotisti(3)
- Ernie Blake, pallanuotista britannico (Kingston upon Hull, n. 1912 - Goole, † 2002)
- Ernest Hüttenmoser, pallanuotista svizzero (n. 1905)
- Ernest Rogez, pallanuotista francese (Tourcoing, n. 1908 - Armentières, † 1986)

## Patrioti(1)
- Ernest Perrot De Thannberg, patriota e militare francese (Altkirch, n. 1812 - Parigi, † 1883)

## Pattinatori artistici su ghiaccio(1)
- Ernest Herz, pattinatore artistico su ghiaccio austriaco

## Pianisti(1)
- Ernest Schelling, pianista, compositore e direttore d'orchestra statunitense (Belvidere, n. 1876 - Manhattan, † 1939)

## Piloti automobilistici(3)
- Ernest Eldridge, pilota automobilistico britannico (Hampstead, n. 1897 - Kensington, † 1937)
- Ernie McCoy, pilota automobilistico statunitense (Reading, n. 1921 - Port Orange, † 2001)
- Ernie Pieterse, pilota automobilistico sudafricano (Parow, n. 1938 - Johannesburg, † 2017)

## Piloti motociclistici(1)
- Paddy Driver, pilota motociclistico e pilota automobilistico sudafricano (Johannesburg, n. 1934)

## Pistard(4)
- Ernest Chambers, pistard britannico (Hackney, n. 1907 - Worthing, † 1985)
- Ernest Johnson, pistard britannico (Putney, n. 1912 - Kingsbridge, † 1997)
- Ernie Mills, pistard britannico (Croydon, n. 1913 - Londra, † 1972)
- Ernest Payne, pistard britannico (Worcester, n. 1884 - Worcester, † 1961)

## Pittori(8)
- Ernest Acher, pittore ceco (Praga, n. 1890)
- Ernest de Chamaillard, pittore francese (Gourlizon, n. 1862 - Eaubonne, † 1931)
- Ernest Ange Duez, pittore e illustratore francese (Parigi, n. 1843 - Saint-Germain-en-Laye, † 1896)
- Ernest Hébert, pittore francese (Grenoble, n. 1817 - La Tronche, † 1908)
- Ernest Laurent, pittore francese (Parigi, n. 1860 - Bièvres, † 1929)
- Ernest Lawson, pittore canadese (Halifax, n. 1873 - Coral Gables, † 1939)
- Ernest Rouart, pittore e incisore francese (Parigi, n. 1874 - Parigi, † 1942)
- Ernest Slingeneyer, pittore belga (Lochristi, n. 1820 - Bruxelles, † 1894)

## Poeti(1)
- Ernest Dowson, poeta e scrittore inglese (Lee, n. 1867 - Londra, † 1900)

## Politici(18)
- Ernest Beckett, II barone Grimthorpe, politico e banchiere inglese (n. 1856 - † 1917)
- Ernest Bevin, politico britannico (Winsford, n. 1881 - Londra, † 1951)
- Ernest de Boigne, politico francese (Chambéry, n. 1829 - château de Buisson-Rond, † 1895)
- Ernest Brudenell-Bruce, III marchese di Ailesbury, politico inglese (Londra, n. 1811 - Savernake, † 1886)
- Ernest Chuard, politico svizzero (Corcelles-près-Payerne, n. 1857 - Losanna, † 1942)
- Ernest Courtot de Cissey, politico e generale francese (Parigi, n. 1810 - Parigi, † 1882)
- Ernest Edgcumbe, III conte di Mount Edgcumbe, politico inglese (n. 1797 - † 1861)
- Ernie Fletcher, politico e fisico statunitense (Mount Sterling, n. 1952)
- Scott Garrett, politico e avvocato statunitense (Englewood, n. 1959)
- Tony Gonzales, politico statunitense (San Antonio, n. 1980)
- Ernest Granger, politico e militare francese (Mortagne-au-Perche, n. 1844 - Parigi, † 1914)
- Fritz Hollings, politico statunitense (Charleston, n. 1922 - Isle of Palms, † 2019)
- Ernest Jansen, politico sudafricano (Dundee, n. 1881 - Pretoria, † 1959)
- Ernest von Koerber, politico austriaco (Trento, n. 1850 - Baden, † 1919)
- Ernest François Lefèvre, politico e avvocato francese (Le Havre, n. 1833 - Parigi, † 1889)
- Ernest Lundeen, politico statunitense (Beresford, n. 1878 - Lovettsville, † 1940)
- Ernest McFarland, politico statunitense (Earlsboro, n. 1894 - Phoenix, † 1984)
- Ernest Shonekan, politico nigeriano (Lagos, n. 1936 - Lekki, † 2022)

## Presbiteri(1)
- Ernest Jouin, presbitero, scrittore e giornalista francese (Angers, n. 1844 - Parigi, † 1932)

## Produttori discografici(1)
- No I.D., produttore discografico e rapper statunitense (Chicago, n. 1971)

## Profumieri(1)
- Ernest Beaux, profumiere francese (Mosca, n. 1881 - Parigi, † 1961)

## Psichiatri(1)
- Ernest Dupré, psichiatra e psicologo francese (Marsiglia, n. 1862 - Deauville, † 1921)

## Psicologi(2)
- Ernest Dichter, psicologo austriaco (Vienna, n. 1907 - Peekskill, † 1991)
- Ernest Hilgard, psicologo statunitense (Belleville, n. 1904 - † 2001)

## Pugili(2)
- Ernest Peirce, pugile sudafricano (Somerset West, n. 1909 - Apache Junction, † 1998)
- Ernie Terrell, pugile statunitense (Belzoni, n. 1939 - Evergreen Park, † 2014)

## Rabbini(1)
- Ernest Klein, rabbino, linguista e lessicografo rumeno (Satu Mare, n. 1899 - Ottawa, † 1983)

## Registi(5)
- Ernest Dickerson, regista, direttore della fotografia e sceneggiatore statunitense (Newark, n. 1951)
- Ernest Morris, regista inglese (Londra, n. 1913 - Cornovaglia, † 1987)
- Ernest Pintoff, regista e sceneggiatore statunitense (Watertown, n. 1931 - Los Angeles, † 2002)
- Ernest B. Schoedsack, regista, sceneggiatore e produttore cinematografico statunitense (Council Bluffs, n. 1893 - Los Angeles, † 1979)
- Ernest C. Warde, regista e attore inglese (Liverpool, n. 1874 - Los Angeles, † 1923)

## Religiosi(2)
- Ernest Allo, religioso e presbitero francese (Quintin, n. 1873 - Étiolles, † 1945)
- Ernest Holmes, religioso statunitense (Lincoln, n. 1887 - Los Angeles, † 1960)

## Saggisti(1)
- Ernest Thompson Seton, saggista, naturalista e disegnatore britannico (n. 1860 - † 1946)

## Sceneggiatori(1)
- Ernest Lehman, sceneggiatore, produttore cinematografico e regista statunitense (New York, n. 1915 - Los Angeles, † 2005)

## Schermidori(3)
- Ernst Baylon, schermidore austriaco (Vienna, n. 1903 - † 1975)
- Ernest Gevers, schermidore belga (Anversa, n. 1891 - Ixelles, † 1965)
- Ernest Tassart, schermidore francese (Parigi, n. 1868 - Marylebone, † 1930)

## Scienziati(1)
- Ernest Petin, scienziato, ingegnere e dirigibilista francese (Parigi, n. 1812 - Parigi, † 1878)

## Scrittori(11)
- Ernest Cline, scrittore e sceneggiatore statunitense (Ashland, n. 1972)
- Ernest J. Gaines, scrittore statunitense (Parrocchia di Pointe Coupee, n. 1933 - Parrocchia di Pointe Coupee, † 2019)
- Ernest Hello, scrittore e critico letterario francese (Lorient, n. 1828 - Lorient, † 1885)
- Ernest Hemingway, scrittore e giornalista statunitense (Oak Park, n. 1899 - Ketchum, † 1961)
- Ernest Edward Kellett, scrittore inglese (Maidstone, n. 1864 - Redhill, † 1950)
- Ernest Koliqi, scrittore, poeta e drammaturgo albanese (Scutari, n. 1903 - Roma, † 1975)
- Ernest La Jeunesse, scrittore e critico letterario francese (n. 1874 - † 1917)
- Ernest Psichari, scrittore e militare francese (Parigi, n. 1883 - Tintigny, † 1914)
- Ernest Tidyman, scrittore, sceneggiatore e giornalista statunitense (Cleveland, n. 1928 - Londra, † 1984)
- Ernest Vincent Wright, scrittore statunitense (n. 1872 - † 1939)
- Ernest van der Kwast, scrittore olandese (Bombay, n. 1981)

## Scultori(2)
- Ernest Christophe, scultore francese (Loches, n. 1827 - Parigi, † 1892)
- Ernest Guilbert, scultore francese (Parigi, n. 1848 - Barcellona, † 1913)

## Sociologi(1)
- Ernest Burgess, sociologo canadese (Tilbury, n. 1886 - † 1966)

## Sollevatori(3)
- Ernest Cadine, sollevatore francese (Seine-Saint-Denis, n. 1893 - Parigi, † 1978)
- Ernie Peppiatt, sollevatore britannico (Londra, n. 1917 - Matangi, † 1979)
- Ernie Roe, sollevatore britannico (Nottingham, n. 1919 - Southport, † 2007)

## Storici(2)
- Ernest Lavisse, storico francese (Le Nouvion-en-Thiérache, n. 1842 - Parigi, † 1922)
- Llewellyn Woodward, storico britannico (Ealing, n. 1890 - Oxford, † 1971)

## Storici dell'arte(2)
- Ernest Fenollosa, storico dell'arte e orientalista statunitense (Salem, n. 1853 - Londra, † 1908)
- Ernest Mamboury, storico dell'arte svizzero (Signy-Avenex, n. 1878 - Istanbul, † 1953)

## Tennisti(2)
- Ernie Parker, tennista e crickettista australiano (Perth, n. 1883 - Caëstre, † 1918)
- Ernest Renshaw, tennista britannico (Leamington Spa, n. 1861 - Waltham St Lawrence, † 1899)

## Tenori(1)
- Ernest van Dyck, tenore belga (Anversa, n. 1861 - Berlaar, † 1923)

## Tiratori di fune(2)
- Ernest Ebbage, tiratore di fune britannico (Stibbard, n. 1873 - † 1943)
- Ernest Thorne, tiratore di fune britannico (Wandsworth, n. 1887 - Taplow, † 1968)

## Velocisti(2)
- Ernest Henley, velocista britannico (n. 1889 - † 1962)
- Ernest Obeng, ex velocista ghanese (n. 1956)

## Vescovi cattolici(1)
- Ernest Cabo, vescovo cattolico francese (Sainte-Rose, n. 1932 - Basse-Terre, † 2019)

## Wrestler(1)
- Ernie Ladd, wrestler e giocatore di football americano statunitense (Rayville, n. 1938 - Franklin, † 2007)

## Senza attività specificata(1)
- Ernest le Pelley (n. 1801 - † 1849)